# 흑기병

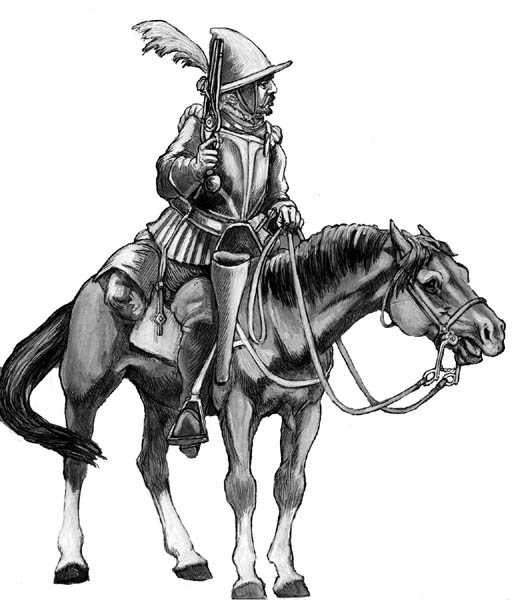
독일 군복을 입은 흑기병의 모습.

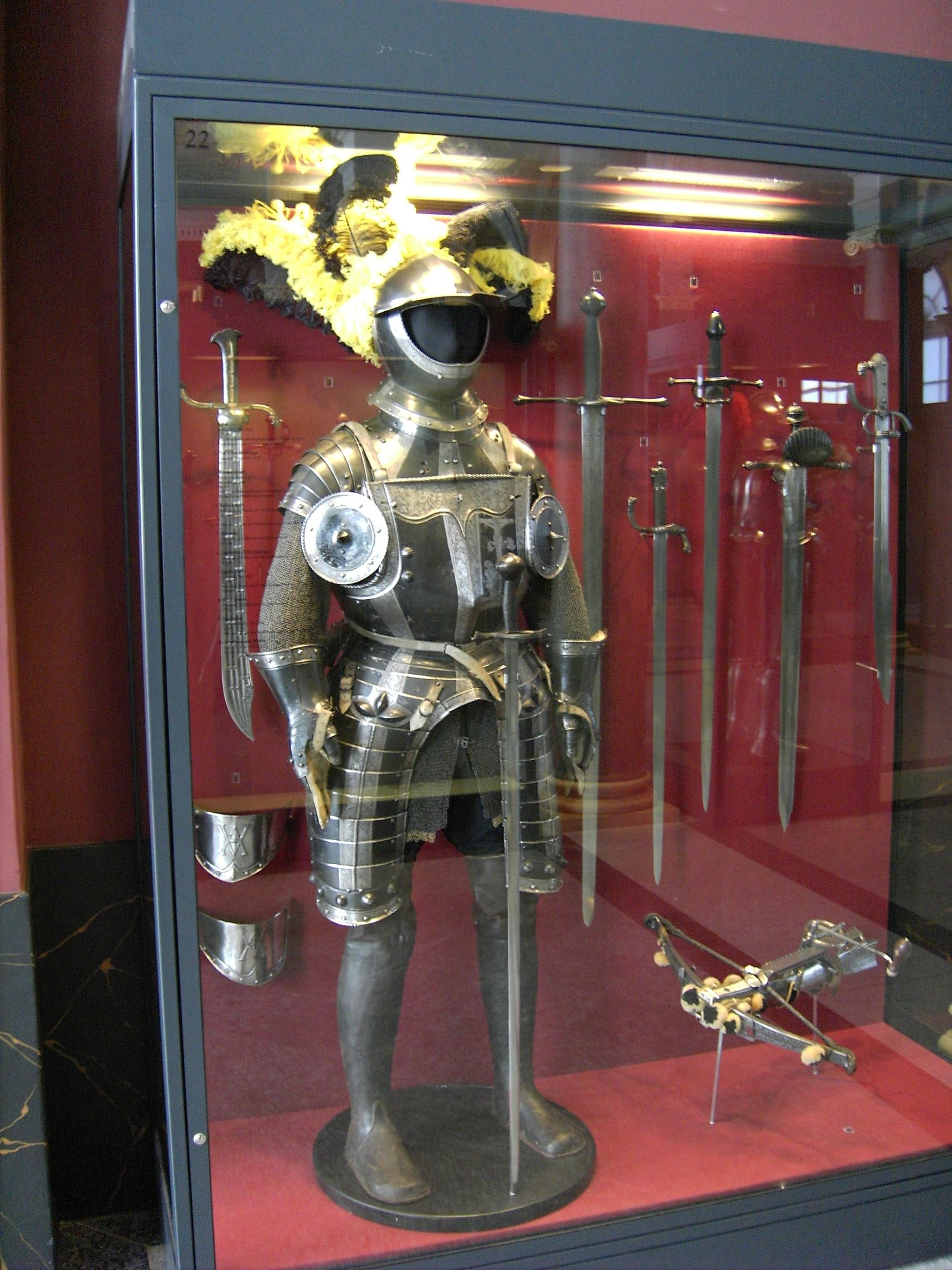
16세기 흑기병들의 전형적인 복장이었던 흑백색 갑옷.

흑기병(黑騎兵, 독일어: Schwarze Reiter 슈바르츠 라이터[*])은 16세기 서부 유럽에서 등장한 기병의 일종으로, 흉갑기병, 용기병 등과 함께 기존의 기사를 대체할 새로운 형태의 기병으로 떠올랐었다. 이들은 주무기로 화약 무기를 사용했으며, 근대 초기 서부 유럽의 근접전 무기로 무장한 중기병과 대비되는 대표적인 형태의 기병이었다. '흑기병'이라는 이름은 주로 입은 갑옷 색 때문에 붙었으며, 줄여서 ‘라이터’(Reiter), 즉 그냥 기병이라고 하기도 했다.
흑기병의 주무기는 2개 이상의 권총과 한 개의 장검이었다. 대다수는 투구와 흉갑, 그리고 팔다리에 추가 보호구를 착용했으며, 가끔은 아쿼버스나 기병총과 같은 짧은 소총을 사용하기도 했으나, 이후 소총을 주무기로 사용하는 소총 기수와는 별개 형태의 기병으로 취급되어 갔다.
당시 흑기병들은 적병들을 총과 검 양쪽 모두를 이용해 제압할 수 있는 것으로 여겨졌다. 16세기부터 1620년경에 이르기까지, 흑기병들은 밀집 대형을 형성하고 대열별로 장전과 사격을 반복하는 '카라콜레' 전술을 통해 적 보병들의 사기를 꺾고 혼란에 빠뜨린 뒤, 근접형 무기를 빼들고 돌격해 근접전을 펼치는 전술을 사용해왔다. 그러나 앙리 4세나 구스타브 2세 아돌프와 같은 진보적 성격의 지휘관들은 흑기병들과 함께 다른 중기병들을 고용해 우선 돌격을 한 뒤 두터운 갑옷을 입은 상대에 한해 근거리에서 직접 사격하거나 아예 근접 무기로 직접 공격하는 좀더 공격적인 전술에 이용하였다. 이 중 어느 전술에 사용되든 간에, 고용된 전장에서 흑기병들은 매우 효율적이었다. 대표적인 예가 튀른호르트 전투인데, 이 전투에서 독일의 흑기병들은 네덜란드 나사우의 마우리츠의 지휘 하에 권총 사격 전술과 돌격 전술을 병행하여 스페인 기병대를 우선 제압하고 이어 보병들을 효과적으로 제압할 수 있었다.
흑기병들은 대부분 독일인으로 이루어졌고, 독일 내 각 지방, 혹은 스웨덴, 폴란드 등에서 활약하였으며 폴란드에서는 '라지타리아'라는 이름으로 불렸다. 또 러시아에서도 1630년부터 17세기 말까지 흑기병 부대가 운용되고 있었다.
이후 17세기 말이 되자 흑기병들은 일반적인 기병 부대 내에 편입되어 운용되기 시작하면서 독립적인 부대로서는 더 이상 볼 수 없게 되었다.

## 같이 보기
- 용기병